# 普羅斯佛里翁港

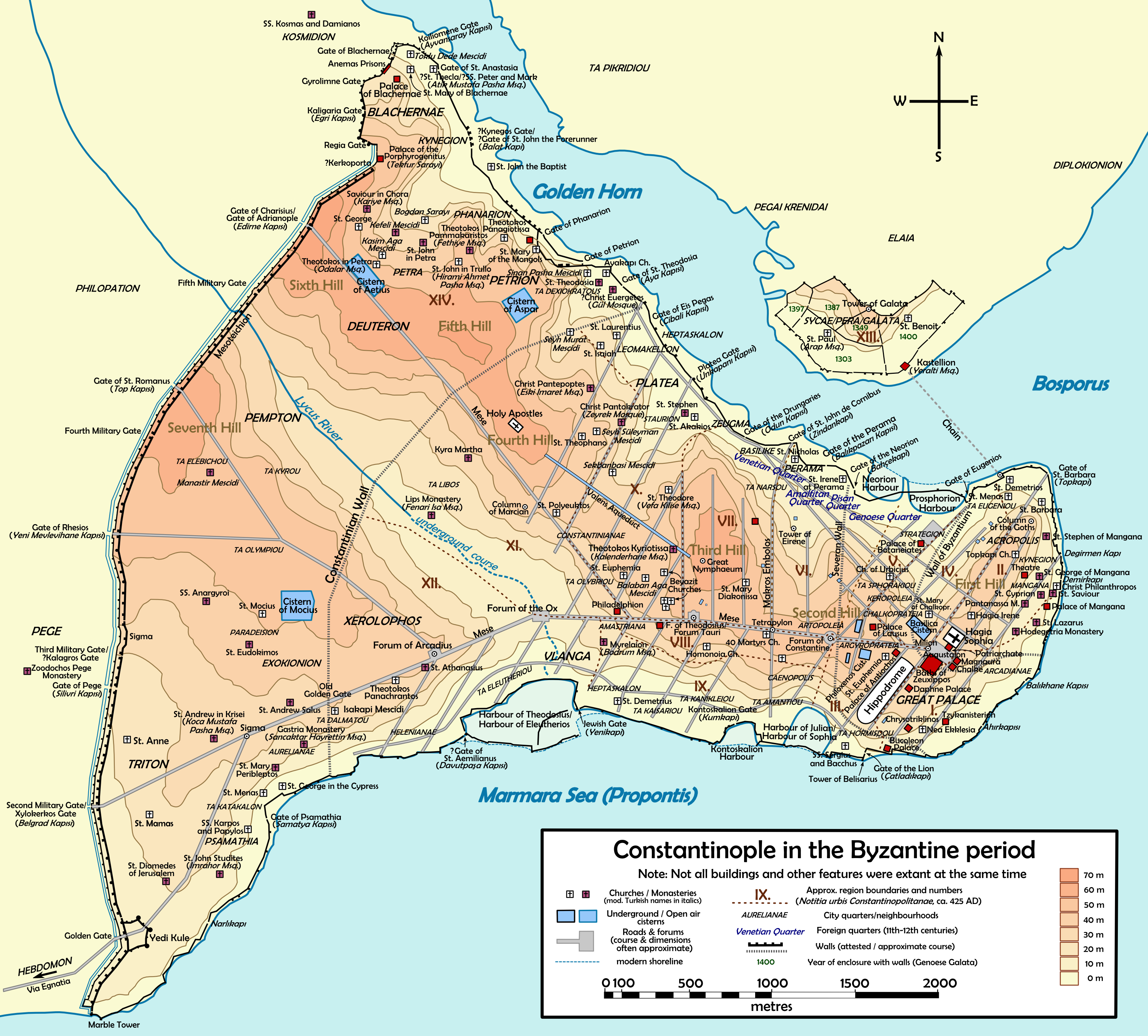
普羅斯佛里翁港位於君士坦丁堡東部，金角灣南部

普羅斯佛里翁港（希臘語：Προσφόριον）是君士坦丁堡的港口之一。這座港口自拜占庭還是希臘殖民地時期使用至西元1000年前夕。位於金角灣南岸。